# Kjolpassionsblomma
Kjolpassionsblomma (Passiflora aurantia) är en art i passionsblomssläktet inom familjen passionsblommeväxter från Nya Guinea, Australien och västra Polynesien. Den odlas som krukväxt för sina vackra blommor.
Arten är en medelstor lian. Blad hela till treflikiga, mörkt gröna och upp till 7 cm långa. Blommorna är 4–8 cm i diameter, röda till laxorange. Frukter gröna, ca 5 cm i diameter. De är ätliga, men inte särskilt välsmakande.
Två varieteter erkänns:
- var. aurantia - med kala stjälkar och blad.
- var. pubescens - med håriga stjälkar och blad. Finns i södra Australien.

Namnet aurantia (lat.) betyder orange.

## Odling
Lättodlad och lämplig som krukväxt inomhus eller kanske ännu hellre i ett uterum. Kan också användas som utlplanteringsväxt i ett varmt och skyddat läge. Föredrar en neutral eller något sur jord. Övervintras vid 10–15°C, men klarar tillfälligt 5°C. Kräver god tillgång till vatten och näring.
Förökas genom frön eller vedartade sticklingar.

## Synonymer
- var.  aurantia
  - Disemma adiantifolia (Ker Gawl.) Lem. nom. illeg.
  - Disemma adiantifolia (Ker Gawl.) DC.
  - Disemma aurantia (G.Forst.) Labill.
  - Disemma baueri (Lindl.) G.Don 1834
  - Disemma baueriana Endl. nom. illeg.
  - Disemma baueriana (Endl.) Lem. nom. illeg.
  - Disemma brachystephanea F.Mueller
  - Disemma coccinea de Candolle.
  - Murucuia aurantia (G.Forster) Persoon 1806
  - Murucuia baueri Lindl. 1821
  - Passiflora adiantifolia Ker Gawler nom. illeg.
  - Passiflora adiantum Willdenow 1809 nom. illeg.
  - Passiflora aurantia var. banksii (Benth.) F.M.Bailey
  - Passiflora banksii Bentham 1867 nom. illeg.
  - Passiflora banksii var. brachystephanea (F.Muell.) Domin
  - Passiflora banksii var. typica Domin nom. inval.
  - Passiflora baueriana (Endl.) Mast. nom. illeg.
  - Passiflora brachystephanea (F.Muell.) F.Muell. ex Benth.
  - Passiflora glabra J.C.Wendl.
  - Passiflora muelleriana (Regel) Mast.

- var. pubescens F.M.Bailey 1911 
  - Passiflora baileyana Domin 1930
  - Passiflora aurantia f. pubescens (Bailey) P.S.Green 1972